# 波爾塔夫西克湖
49°39′27″N 31°38′40″E / 49.65750°N 31.64444°E
波爾塔夫西克湖（烏克蘭語：Полтавське），是烏克蘭的湖泊，位於該國中部切爾卡瑟州，屬於第聶伯河的流域，長0.77公里、寬0.19公里，最大水深1米，該湖泊被用作捕魚。